# Temelucha maritima
Temelucha maritima är en stekelart som beskrevs av Dasch 1979. Temelucha maritima ingår i släktet Temelucha och familjen brokparasitsteklar. Inga underarter finns listade i Catalogue of Life.